# آيت حمو أبلحسن (بو مريم)
آيت حمو أبلحسن هي إحدى مشيخات المملكة المغربية، تتبع جغرافيا لإقليم فكيك وإداريًا لبو مريم. يقدر عدد سكانها بـ 1097 نسمة حسب الإحصاء الرسمي للسكان والسكنى لسنة 2004.